# Тим Шьолд
Тим Шьолд (на шведски: Thim Sköld) е шведски музикант.

## Биография
Роден е на 14 декември 1966 г. в Шьовде, Швеция. Член на групата KMFDM до раздялата им на 22 януари 1999 г. (присъединява се към тях пред 1997 г.). Понастоящем член на хевиметъл групата MDFKM. Преди това е участвал в групата Shotgun Messiah и своята собствена Skold.
На 29 май 2002 г. заменя Туиги Рамирес в Мерилин Менсън. Бил е военен и има стаж във Волво.